# Ulrich Broich
Ulrich Broich (* 30. Mai 1932 in Köln; † 24. Januar 2017) war ein deutscher Anglist.

## Leben
Er studierte an den Universitäten Köln, Bonn und Freiburg. Er lehrte in St. Andrews in Schottland, Göttingen und Erlangen und hatte Lehrstühle für Englische Literatur in Bochum (1967–76) und München (1976–2000) inne. Von 1982 bis 1984 war er Präsident des Deutschen Anglistenverbandes. Er war ein Officer of the Order of the British Empire.

## Schriften (Auswahl)
- Ironie im Prosawerk W. M. Thackerays. Bonn 1958.
- mit Walter F. Schirmer: Studien zum literarischen Patronat im England des 12. Jahrhunderts. Köln 1962.
- Studien zum komischen Epos. Ein Beitrag zur Deutung, Typologie und Geschichte des komischen Epos im englischen Klassizismus 1680–1800. Tübingen 1968.
- mit Ulrich Suerbaum und Raimund Borgmeier: Science Fiction. Theorie und Geschichte, Themen und Typen, Form und Weltbild. Stuttgart 1981, ISBN 3-15-010304-5.